# زبان اشاره چکی
زبان اشاره چکی زبان اشاره‌ای است که توسط ناشنوایان و کم شنوایان در جمهوری چک استفاده می‌شود.